# Sainte-Sève
Ne doit pas être confondue avec la commune Saint-Sève en Gironde
Sainte-Sève ([sɛ̃tsɛv], breton Sant-Seo) est une commune du département du Finistère, dans la région Bretagne, en France.

## Géographie

### Localisation
La commune de Sainte-Sève est située à proximité (3 km) de la ville de Morlaix qui est sous-préfecture du département du Finistère. Les habitants se nomment les Saintes-Sèvistes.

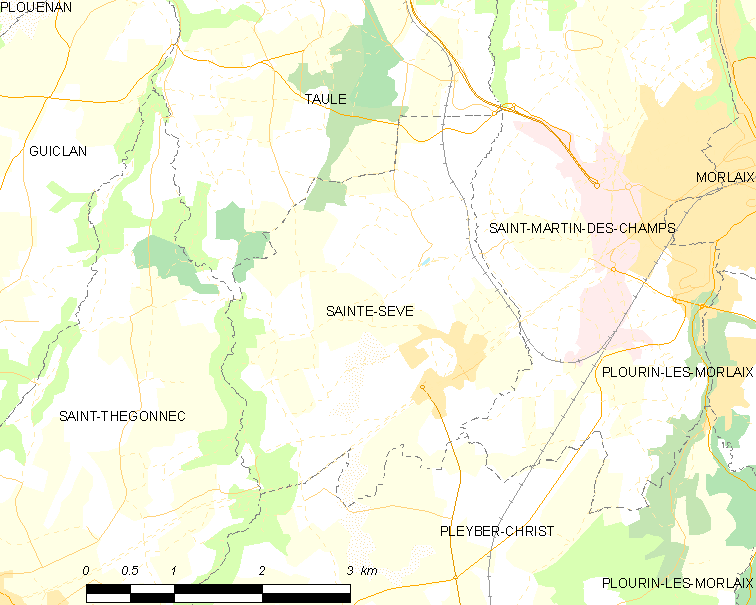
Carte de la commune.

#### Communes limitrophes
|                             | Taulé          |                         |
| Saint-Thégonnec Loc-Eguiner | Sainte-Sève    | Saint-Martin-des-Champs |
|                             | Pleyber-Christ |                         |

### Géologie et relief
De modeste superficie (998 hectares), la commune correspond à un morceau du plateau granitique du Léon légèrement vallonné et d'une altitude moyenne d'une centaine de mètres (121 mètres maximum à la limite sud), le bourg étant à 87 mètres d'altitude. L'altitude s'abaisse toutefois jusqu'à une trentaine de mètres (29 mètres au point le plus bas) dans les deux vallées encaissées qui délimitent la commune : à l'ouest celle de la Coat Toulzac'h, affluent de rive droite de la Penzé, qui sépare Sainte-Sève de Saint-Thégonnec et à l'est celle de la Pennelé, qui se jette dans la Rivière de Morlaix et sépare Sainte-Sève de Saint-Martin-des-Champs.

### Voies de communication et transports

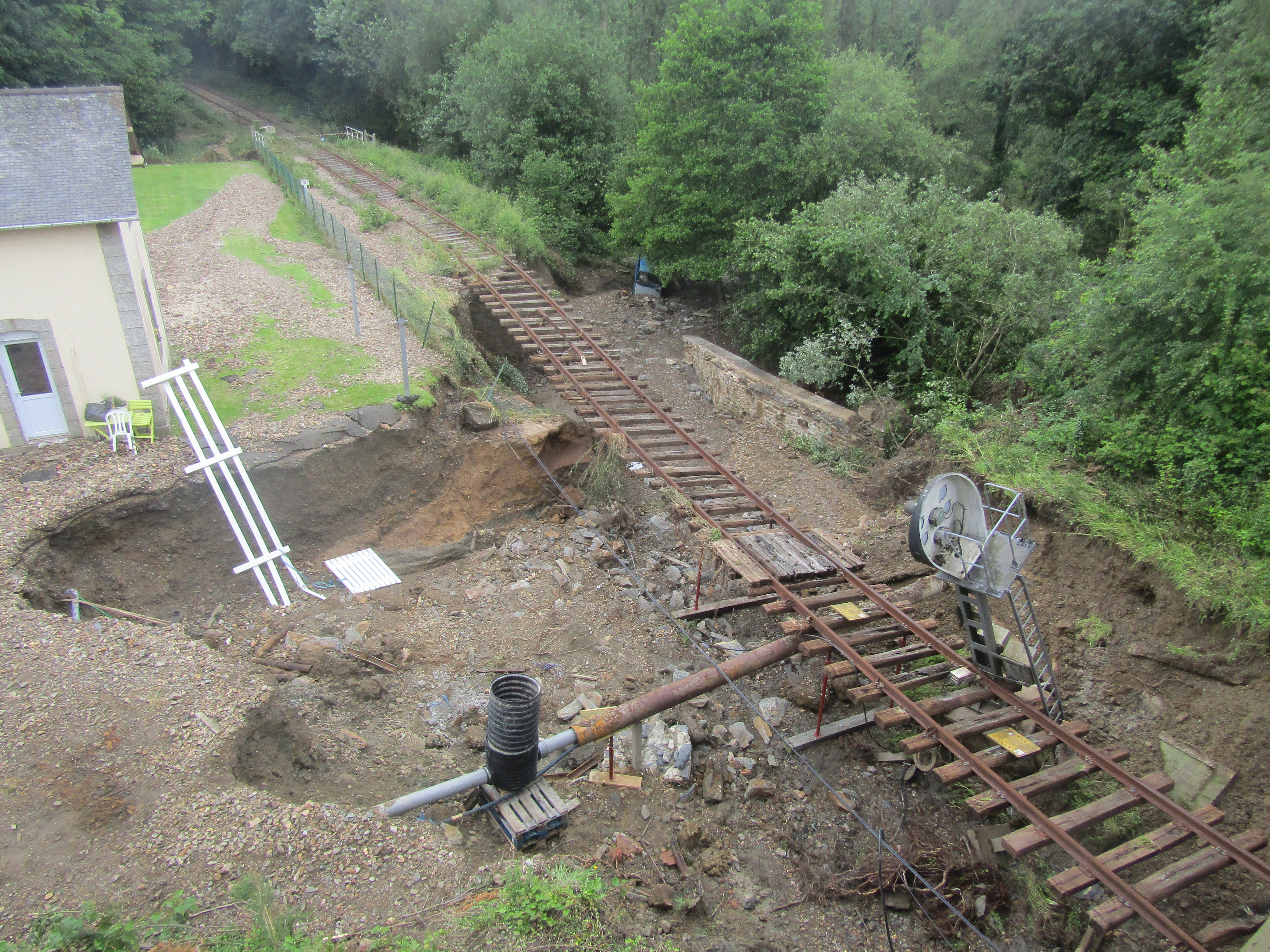
La ligne Morlaix - Roscoff au lieu-dit "Les Quatre Vents" sur la commune de Sainte-Sève après l'orage du 3 juin 2018.

Sainte-Sève est traversée par la voie expresse N 12 reliant Rennes à Brest via Morlaix et bénéficie d'un important échangeur qui permet une très bonne desserte routière de la commune et où se greffe un autre axe routier important, la départementale 785, ancienne route nationale (tronçon commun aux axes Roscoff-Lorient et Morlaix-Quimper). Cet échangeur est marqué dans le paysage par un signal visuel important : le château d'eau, de style original, situé à proximité. La voie ferrée Morlaix - Roscoff traverse la partie orientale de la commune, mais celle-ci n'est pas desservie par une gare en raison de la trop grande proximité de Morlaix. Cette voie ferrée est hors service depuis l'orage du 3 juin 2018.
Le bourg était traditionnellement tout petit, la majeure partie des habitants vivant dans la trentaine de hameaux et fermes isolées qui parsèment le territoire communal. La répartition de l'habitat s'est totalement modifiée ces dernières décennies, plusieurs lotissements liés à la proximité de Morlaix ayant provoqué une forte croissance de la population agglomérée au bourg, le dernier grand lotissement en cours en 2010 étant celui de « La Croix ».

### L'occupation des sols

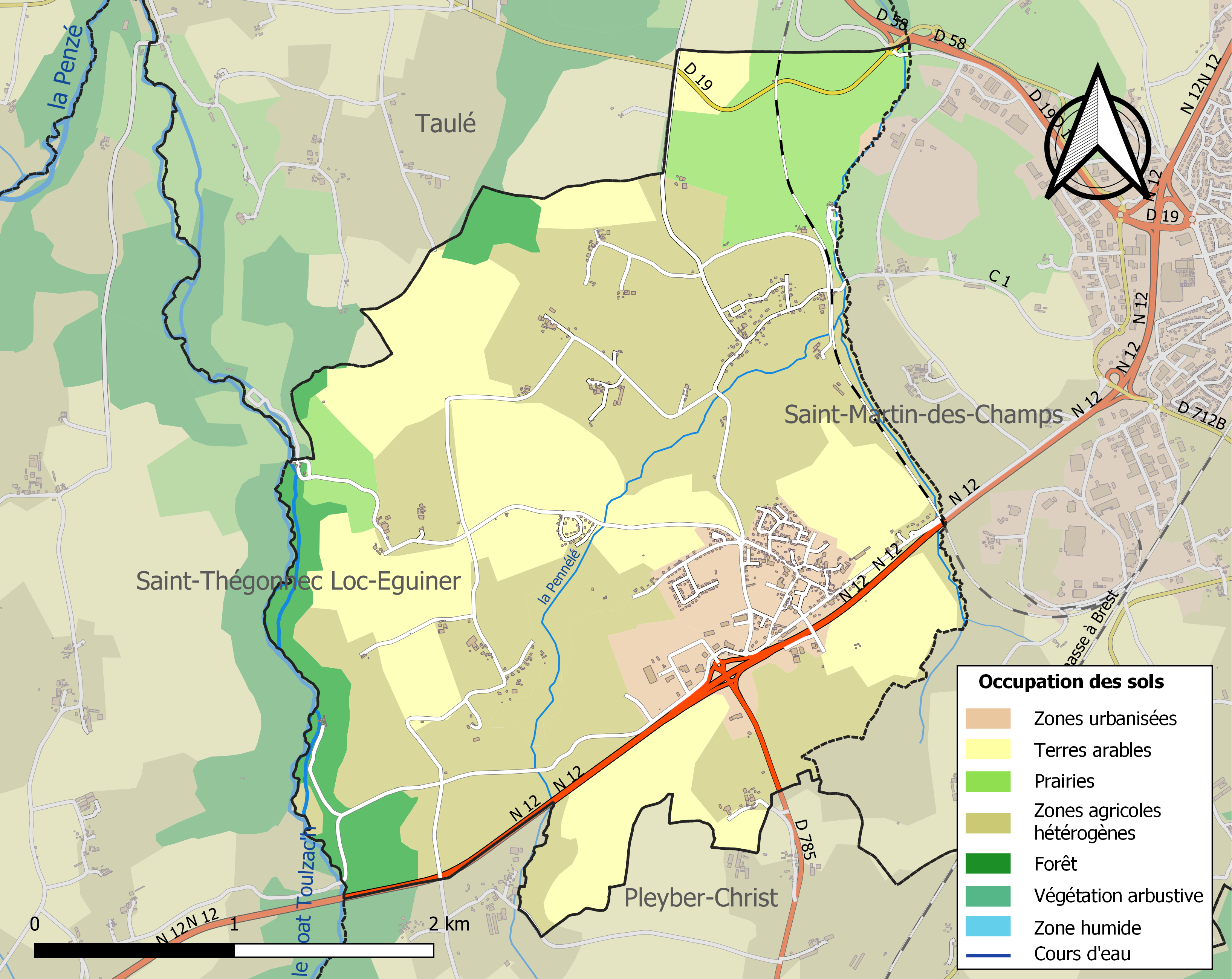
L'occupation des sols dans la commune de Sainte-Sève.

### Hydrographie
Pour un article plus général, voir Réseau hydrographique du Finistère.
La commune est située dans le bassin Loire-Bretagne. Elle est drainée par le Coat Toulzac'h, la Pennélé et divers autres petits cours d'eau,.
Ces deux cours d'eau ont permis par le passé l'installation de moulins dont les ruines sont encore visibles (trois au moins sur le tronçon du Coat Toulzac'h qui délimite la commune et un au moins sur la Pennelé). Le moulin à blé de Pen-ar-Vern était situé à plus d'un kilomètre en aval du moulin Mintric et est resté en activité au moins jusqu'en 1924. Un moulin à papier, abandonné depuis longtemps, portait le même nom. Les limites communales avec Pleyber-Christ au sud et avec Taulé au nord sont artificielles, ne s'appuyant sur aucun élément naturel notable. Un élevage piscicole existe le long du cours du Coat Toulzac'h à Moulin Fontaine Blanche.
Le Coat Toulzac'h, d'une longueur de 25 km, prend sa source dans la commune de Plounéour-Ménez et se jette  dans la Penzé à Taulé, après avoir traversé cinq communes. 

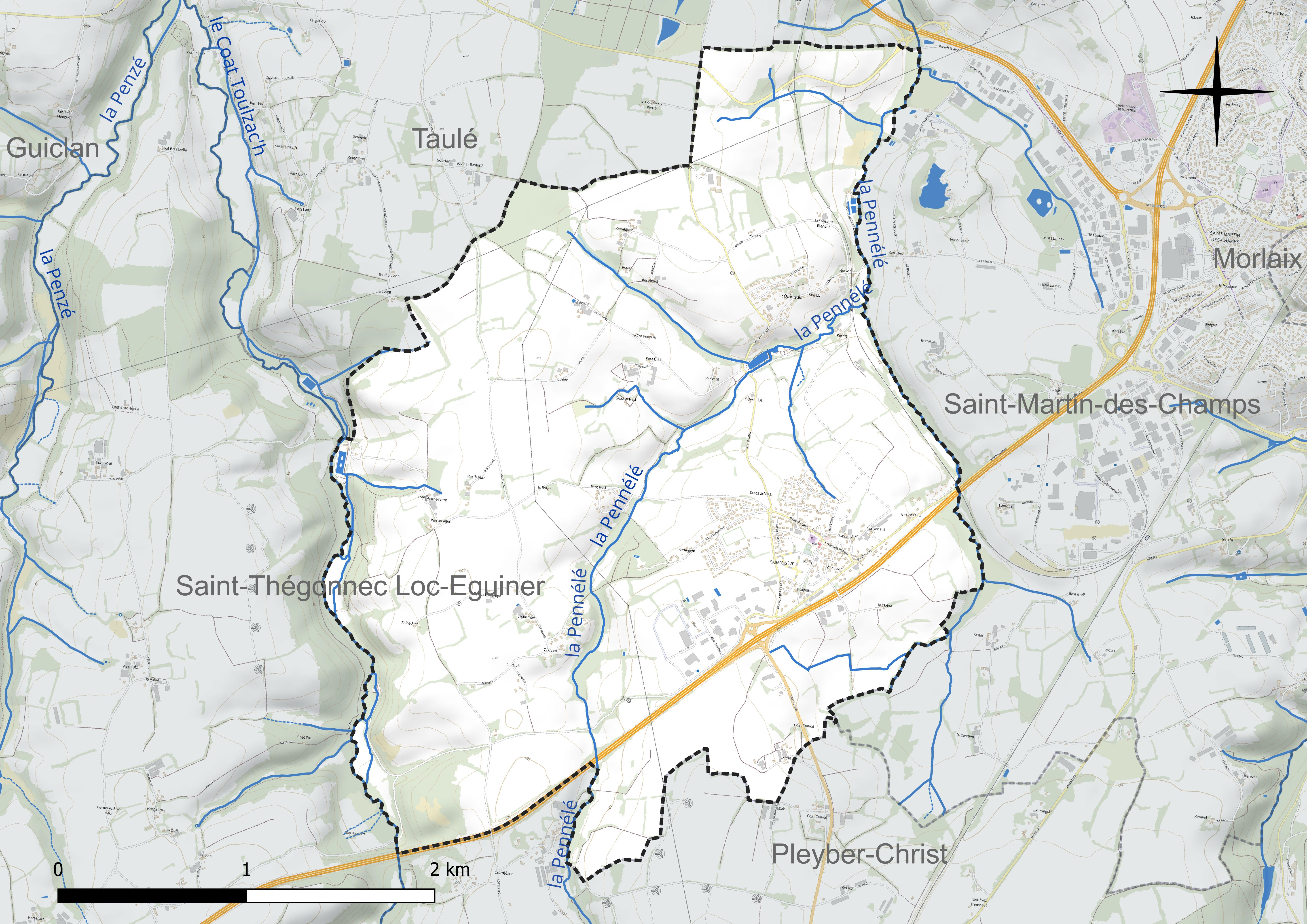
Réseau hydrographique de Sainte-Sève.

### Climat
Pour des articles plus généraux, voir Climat de la Bretagne et Climat du Finistère.
En 2010, le climat de la commune est de type climat océanique franc, selon une étude du CNRS s'appuyant sur une série de données couvrant la période 1971-2000. En 2020, Météo-France publie une typologie des climats de la France métropolitaine dans laquelle la commune est exposée à un climat océanique et est dans la région climatique  Finistère nord, caractérisée par une pluviométrie élevée, des températures douces en hiver (6 °C), fraîches en été et des vents forts. Parallèlement l'observatoire de l'environnement en Bretagne publie en 2020 un zonage climatique de la région Bretagne, s'appuyant sur des données de Météo-France de 2009. La commune est, selon ce zonage, dans la zone « Monts d'Arrée », avec des hivers froids, peu de chaleurs et de fortes pluies.  
Pour la période 1971-2000, la température annuelle moyenne est de 11,3 °C, avec  une amplitude thermique annuelle de 10,2 °C. Le cumul annuel moyen de précipitations est de 990 mm, avec 15,4 jours de précipitations en janvier et 8 jours en juillet. Pour la période 1991-2020, la température moyenne annuelle observée sur la station météorologique la plus proche, située sur la commune de Pleyber-Christ à 6 km à vol d'oiseau, est de 11,7 °C et le cumul annuel moyen de précipitations est de 1 101,6 mm,. Pour l'avenir, les paramètres climatiques de la commune estimés pour 2050 selon différents scénarios d'émission de gaz à effet de serre sont consultables sur un site dédié publié par Météo-France en novembre 2022.

## Urbanisme

### Typologie
Au 1er janvier 2024, Sainte-Sève est catégorisée commune rurale à habitat dispersé, selon la nouvelle grille communale de densité à 7 niveaux définie par l'Insee en 2022.
Elle est située hors unité urbaine. Par ailleurs la commune fait partie de l'aire d'attraction de Morlaix, dont elle est une commune de la couronne,. Cette aire, qui regroupe 24 communes, est catégorisée dans les aires de 50 000 à moins de 200 000 habitants,.

## Toponymie
Attesté sous les formes Santsegue au XIe siècle, Santseguot en 1128, Sainte Avoye en 1429, Saint Sceveau en 1543, Saint Scevoy en 1598, S.Sevoy en 11630.
Le nom de la localité est attesté en breton sous les formes Sant Seo ou Sant Sev.

## Histoire

### Les origines
Des fouilles de sauvegarde réalisées juste avant l'aménagement de la zone d'activité de « Penprat » ont permis d'y reconnaître une occupation gallo-romaine, vraisemblablement une villa, pendant le Haut Empire.
La commune doit son nom à sainte Sève (ou sainte Sewa), sœur (ou frère car c'était peut-être un homme) de saint Tugdual, qui fait partie des saints bretons plus ou moins mythiques et non reconnus officiellement par l'église catholique romaine, venus de l'île de Bretagne en Armorique vers le Ve ou VIe siècle. Selon Albert Le Grand, saint Tugdual aurait construit à cet endroit un monastère en l'honneur de sa sœur (ou frère). Saint Lunaire et Hoël II seraient aussi ses frères. 
Selon le « scriptorium de Tréguier », qui date du XIe siècle, Sainte-Sève et Saint-Martin-des-Champs faisaient partie de l'ancien Pagus Daudour qui, au sein de l'évêché de Léon, dépendait du royaume de Domnonée. Un document de 1128 évoque la contestation par le vicomte de Morlaix d'une donation ("tout ce que j'avais comme dîme à Sainte-Sève" écrit le vicomte) faite en faveur des moines de l'abbaye de Marmoutier pour établir un prieuré et un bourg près de Morlaix. Cette donation serait à l'origine de la création de la paroisse Saint-Martin de Morlaix, dont la partie rurale englobait initialement, outre Saint-Martin-des-Champs, le territoire de Sainte-Sève. Le lieu-dit « Trébompé » situé dans cette commune proviendrait d'ailleurs de Pompée, nom de la mère de sainte Sève. Une chapelle disparue honorait sainte Pompée à Trébompé.

### Moyen Âge
Jusqu'à la Révolution française, Sainte-Sève est une trève de Saint-Martin-des-Champs et faisait partie de l'évêché de Léon. Son orthographe a varié au fil du temps : Santsegue (au XIe siècle), Sentseguot (en 1128), Saint Scevoy (en 1598).

### Époque moderne
Au XVIIe siècle, la châtellenie de Daoudour est subdivisée en deux juridictions : celle de « Daoudour-Landivisiau », dite aussi « Daoudour-Coëtmeur », qui avait son siège à Landivisiau et comprenait Plouvorn et ses trèves de Mespaul et Sainte-Catherine, Plougourvest et sa trève de Landivisiau, Guiclan, Saint-Thégonnec, Guimiliau, Lampaul-Bodénès, Pleyber-Christ, Commana et sa trève de Saint-Sauveur, Plounéour-Ménez et pour partie Plouénan ; et celle de « Daoudour-Penzé », qui avait son siège à Penzé et comprenait Taulé et ses trèves de Callot, Carantec, Henvic et Penzé, Locquénolé, Saint-Martin-des-Champs et sa trève de Sainte-Sève.
Le bail consenti en 1748 par la veuve de Guillaume Barazé, sieur de Lannurien, à Ollivier Le Laviec et sa femme Marie Guizien concernant la « métairie noble » de Kerfertou en Sainte-Sève est un bon exemple des usages agricoles de l'époque dans la région.
Trois Morlaisiens (Julien Saget, Julien Scouarnec et Olivier Cozic) tuèrent quatre louveteaux près de Penanvern en Sainte-Sève le 12 juillet 1787.

### Révolution française
Les habitants de Sainte-Sève, qui dépendaient alors de la sénéchaussée de Lesneven, ont rédigé un cahier de doléances en 1789. Les deux députés représentant la trève de Sainte-Sève lors de la rédaction du cahier de doléances de la sénéchaussée de Lesneven le 1er avril 1789 étaient Jean Cloarec et François Messager.
Jacques Cambry évoque très brièvement Sainte-Sève en 1794 ou 1795 : « De Morlaix prenez la route de Brest ; vous traversez la paroisse de Sainte-Sève, alternativement aride et cultivée et vous arrivez à Saint-Thégonnec » écrit-il.
Sainte-Sève est renommé "Unité des Champs" pendant la Révolution française.

### Légende d'une naissance de Napoléon à Sainte-Sève

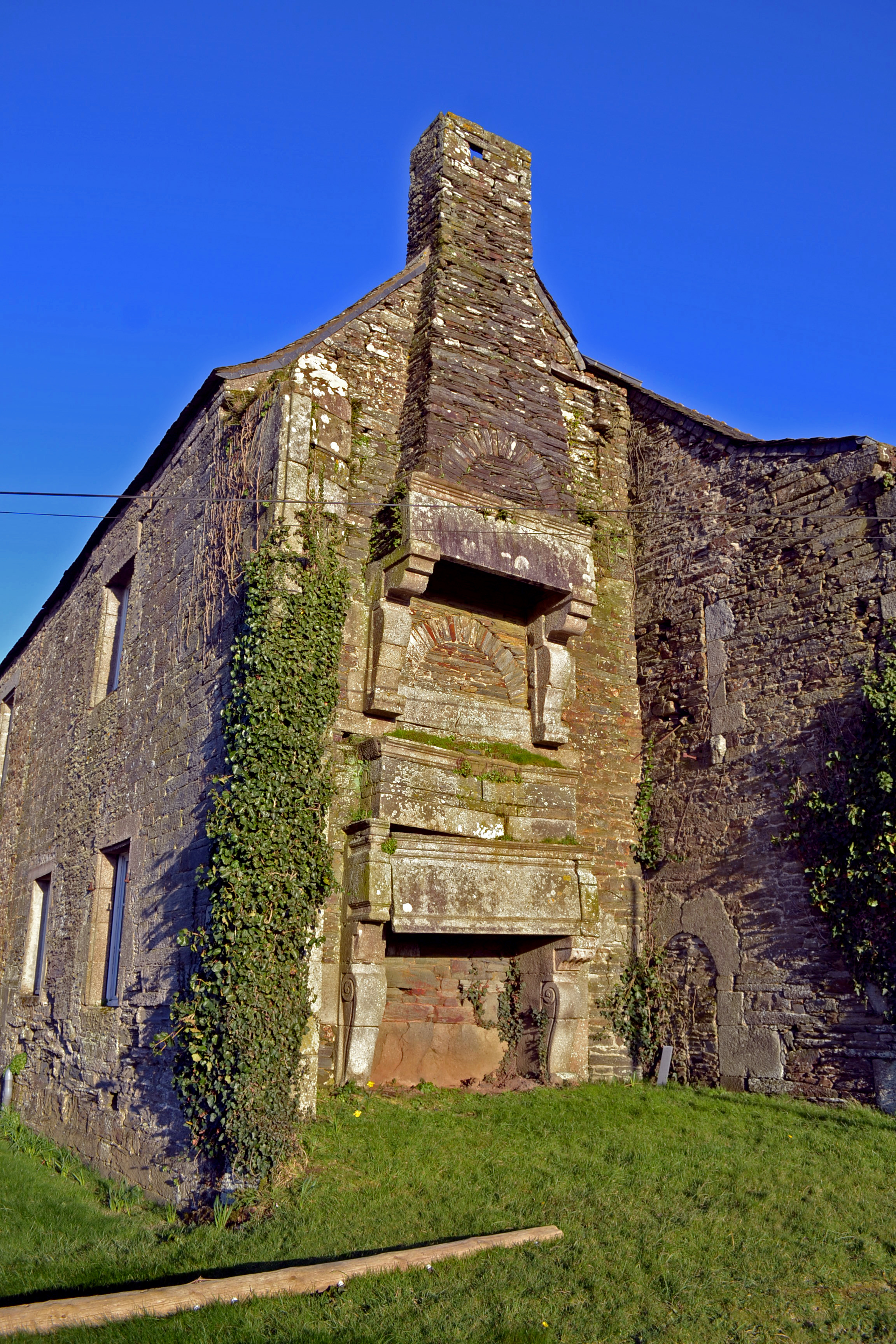
Penanvern (ou Penvern).

Une légende locale prétend que Napoléon Bonaparte soit né et ait passé les premiers mois de sa vie au manoir de Penanvern sur la commune. Le manoir aurait été celui de Louis Charles René de Marbeuf, gouverneur de la Corse et supposé amant de Laëtitia Ramolino, mère de Napoléon, mais en fait le manoir de Penanvern n'appartenait pas à Charles Louis René de Marbeuf à l'époque supposée des faits, mais aux héritiers de sa cousine germaine, Louise Josèphe de Marbeuf.
Un témoignage tardif du curé de Sainte-Sève en poste entre 1828 et 1847 affirme que Napoléon Bonaparte est né à Sainte-Sève. Le registre des naissances, alors tenu par le clergé, faisant partie de la collection de la Bibliothèque municipale aurait vu une de ses pages déchirée, cependant, si des pages ont bien été arrachées dans le registre des baptêmes et mariages de 1770 (collection communale), il s'agissait de pages vierges. Le registre de la collection départementale, lui, est indemne.

« L'abbé Livinec (...), nommé curé de Sainte-Sève en 1896, il y connut Mme de Cerny (...) qui lui parla plusieurs fois de la naissance de Napoléon. « Elle me dit qu'on l'avait baptisé à Sainte-Sève et qu'on gardait comme reliques au château de Penanvern et le berceau et les vases qui avaient servi à verser l'eau du baptême. Elle me disait avoir vu et ce berceau et ces vases ; elle affirmait aussi très énergiquement qu'elle avait vu plusieurs fois l'acte de baptême ». Elle déclara aussi à M. l'abbé Livinec que, dès l'arrivée de Napoléon III sur le trône, il envoya quelqu'un de la police secrète à Sainte-Sève pour enlever la page compromettante. »

Edmond Outin affirme que le prénom Napoléon (Nab ab Leon en latin, Na — pour né — à Pol-Léon, ou Né dans l'évêché de Léon) aurait été donné à l'enfant en référence au diocèse du Léon voire à Saint-Pol lui-même.

### LeXIXesiècle
Selon des statistiques agricoles publiées en 1849 et concernant selon les productions des années comprises entre 1836 et 1846, la totalité de la population de 1836, soit 654 personnes, est considérée comme agricole. La répartition de l'occupation des terres est alors la suivante : 402 ha de terres arables, 422 ha de landes et bruyères, 58 ha de bois, taillis et plantations, 67 ha de prairies naturelles, 21 ha de marais et étangs ; la commune possédait alors 4 moulins en activité. Les paysans de Sainte-Sève cultivaient à l'époque 80 ha d'avoine, 80 ha de froment, 60 ha d'orge, 21 ha de seigle, 32 ha de sarrasin, 8 ha de lin, 1 ha de chanvre, 12 ha de navets, betteraves, carottes et choux (dont 8 ha de navets), 60 ha de trèfle, 20 ha de pommes de terre, 401 ha d'ajonc d'Europe, 28 ha restant en jachère, et élevaient 129 chevaux (33 mâles, 85 juments, 11 poulains), 1 âne, 1 190 bovins (dont 801 vaches), 135 porcs, 197 ovins (40 moutons, 120 brebis, 37 agneaux), 10 caprins (2 boucs et 8 chèvres), 145 poules et 37 coqs, 27 canards, et possédaient 50 ruches à miel.
A. Marteville et P. Varin, continuateurs d'Ogée, décrivent ainsi Sainte-Sève en 1853 :

« Saint-Sève, ou plutôt Sainte-Sève et Sainte-Scève : commune formée d'une ancienne trève de Morlaix [faux : de Saint-Martin-des-Champs] ; aujourd'hui succursale. (...) Principaux villages : Fontaine-Blanche, Kervéguen, Penarvern, le Palais, le Cloître. Superficie totale : 998 ha, dont (...) terres labourables 416 ha, prés et pâturages 82 ha, bois 44 ha, landes et incultes 397 ha (...). Moulins 4 (de Fontaine-Blanche, de Penvern, de Mentric, de Penarvern ; à eau). Cette commune, située sur le plateau qui à l'ouest domine Morlaix est à 92 mètres (au point dit de l'Hôtellerie) au-dessus du niveau de la mer. La route de Paris à Brest la traverse d'est en ouest. Sainte-Sève a, depuis quelques années, considérablement progressé sous le rapport des constructions : celles-ci deviennent larges et aérées, au lieu d'être, comme jadis, de véritables bouges [des taudis]. Les fermes y sont presque toutes exploitées en consortises, c'est-à-dire que les enfants partagent entre eux, après la part faite aux parents. On se nourrit, comme dans toute la Basse-Bretagne ; cependant on fait, dans cette commune, une espèce de poudingue composé de farine de blé noir, et qu'on mange avec du lard ou du bœuf fumé. La gale est fréquente ; on l'y traite, non comme ailleurs par la soupe, etc.., mais par la tisane de parelle. Il y a un pardon chaque année. Les paysans cultivent beaucoup l'ajonc pour leur propre chauffage, et vendent à Morlaix tout leur bois de corde. Le nom de Sainte-Sève est en breton santès Séo. Géologie : grès au sud et à l'est du bourg ; schiste argileux à l'ouest. On parle le breton et on entend le français. »

Une épidémie de choléra, partie de Morlaix, touche Sainte-Sève, ainsi que les communes avoisinantes, en 1854 : elle ne provoque toutefois que trois décès (contre 532 à Morlaix par exemple) dans la commune entre le 10 et le 23 août.
Un rapport du Conseil général du Finistère indique en août 1880 que Sainte-Sève fait partie des 27 communes de plus de 500 habitants du Finistère qui n'ont encore aucune école de filles.

### LeXXesiècle

#### La Première Guerre mondiale
Le monument aux morts de Sainte-Sève porte les noms de 18 soldats morts pour la France pendant la Première Guerre mondiale ; tous sont décédés sur le sol français.

#### L'Entre-deux-guerres

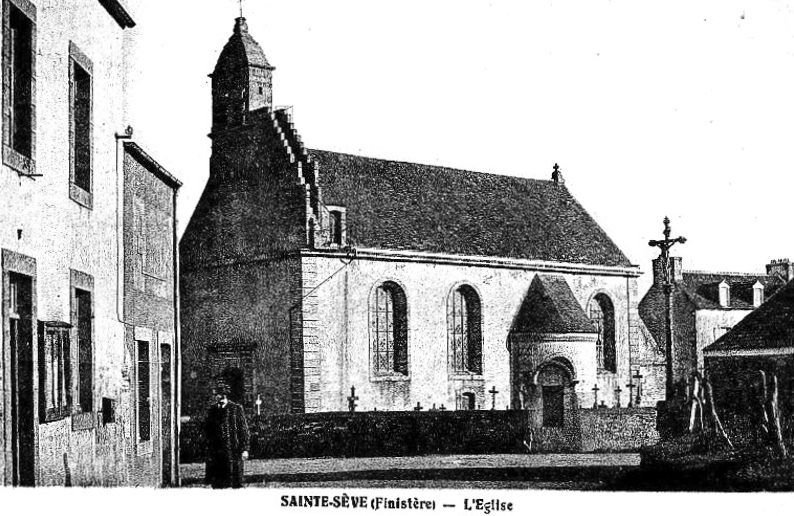
Sainte-Sève ː l'église paroissiale Sainte-Sève et son calvaire vers 1920 (carte postale).

En 1924 une société de chasse intitulée "La Sainte-Barbe de Sainte-Sève" est créée à Morlaix?

#### La Seconde Guerre mondiale
Le monument aux morts de Sainte-Sève porte les noms de sept personnes mortes pour la France pendant la Seconde Guerre mondiale.
François Trévien, un agriculteur de Pénarven, et son employé André Corvez, qui cachaient quatre résistants du « bataillon d'Ornano » (Marcel Le Berre, René Morvan, Hervé Ollivier et Jacques Ollivier), qui faisait partie du maquis FFI de Saint-Laurent en Plouégat-Guérand, furent, en raison d'une dénonciation, arrêtés par la Feldgendarmerie qui cerna la ferme, condamnés à mort par un tribunal allemand comme francs-tireurs le 10 juin 1944 et fusillés le même jour en un lieu inconnu, probablement dans les Côtes-du-Nord. Leurs corps n'ont jamais été retrouvés. Jean Louis Quéguiner est mort en captivité en Allemagne.

#### L'après-Seconde-Guerre-mondiale
Après un long déclin lié à l'exode rural, la commune a retrouvé dans les dernières décennies un dynamisme lié à la proximité de Morlaix et à sa bonne desserte routière (l'échangeur de Pen ar Prat sur la voie express RN 12 comprend une bretelle desservant Sainte-Sève).

## Politique et administration
| Période                                  | Période                    | Identité                 | Étiquette | Qualité                                                                                 |
| ---------------------------------------- | -------------------------- | ------------------------ | --------- | --------------------------------------------------------------------------------------- |
| 26 octobre 2023                          | En cours                   | Anne Marie KERVIEL       |           | Assistante administrative à l'école de musique et danse de Haut-Léon Communauté         |
| 1813                                     | 1815                       | Jean Gravot              |           | Cultivateur à Trohoat en Sainte-Sève.                                                   |
| 1815                                     | 1826                       | Jean Le Gac de Lansalut  |           | Avoué.                                                                                  |
| 1826                                     | 1829                       | Auguste Gousselin        |           | Propriétaire. Époux de Marie de Crechquerault. Garde du corps du roi (en exil) en 1807. |
| 1832                                     | 1836                       | François Messager        |           | Cultivateur.                                                                            |
| 1836                                     | 1848                       | Auguste Gousselin        |           | Déjà maire entre 1826 et 1829.                                                          |
| 1850                                     | 1853                       | Adolphe de Crechquerault |           | Rentier.                                                                                |
| 1854                                     | 1860                       | Yves Messager.           |           | Laboureur.                                                                              |
| 1861                                     | 1887                       | Philippe de Saint-Prix   |           | Vicomte.                                                                                |
| 1887                                     | 1899                       | Guillaume Coz            |           | Cultivateur.                                                                            |
| 1899                                     | 1907                       | Auguste Messager         |           | Cultivateur. Chevalier du Mérite agricole en 1904                                       |
| 1907                                     | 1908                       | Nicolas Floc'h           |           | Agriculteur. Chevalier du Mérite agricole en 19047                                      |
| 1908                                     | 1945                       | Jean-Claude Kerrien      |           | Minotier. Chevalier de la Légion d'honneur en 1946 pour 37 ans de fonction de maire     |
|                                          |                            |                          |           |                                                                                         |
| 1951                                     | 1971                       | Pierre Jacq              |           | Cultivateur.                                                                            |
| 1971                                     | 2008                       | Yvon Hervé               | PS        | Instituteur.                                                                            |
| mars 2008                                | septembre 2015 (démission) | Gilbert Michel           | PS        | Employé                                                                                 |
| 13 décembre 2015                         | 26 octobre 2023            | Yvon Hervé               | PS        | Instituteur. Déjà maire entre 1971 et 2008. Démissionne en octobre 2023.                |
| 26 octobre 2023                          | En cours                   | Anne-Marie Kerviel       |           | Assistante administrative à l'école de musique du Haut-Léon Communauté.                 |
| Les données manquantes sont à compléter. |                            |                          |           |                                                                                         |

## Population et société

### Démographie

#### Évolution démographique
L'évolution du nombre d'habitants est connue à travers les recensements de la population effectués dans la commune depuis 1793. Pour les communes de moins de 10 000 habitants, une enquête de recensement portant sur toute la population est réalisée tous les cinq ans, les populations de référence des années intermédiaires étant quant à elles estimées par interpolation ou extrapolation. Pour la commune, le premier recensement exhaustif entrant dans le cadre du nouveau dispositif a été réalisé en 2004.
En 2022, la commune comptait 1 060 habitants, en évolution de +5,79 % par rapport à 2016 (Finistère : +2,16 %, France hors Mayotte : +2,11 %).
| 1793 | 1800 | 1806 | 1821 | 1831 | 1836 | 1841 | 1846 | 1851 |
| ---- | ---- | ---- | ---- | ---- | ---- | ---- | ---- | ---- |
| 523  | 475  | 511  | 575  | 616  | 630  | 654  | 722  | 705  |

| 1856 | 1861 | 1866 | 1872 | 1876 | 1881 | 1886 | 1891 | 1896 |
| ---- | ---- | ---- | ---- | ---- | ---- | ---- | ---- | ---- |
| 684  | 700  | 697  | 674  | 685  | 609  | 604  | 598  | 623  |

| 1901 | 1906 | 1911 | 1921 | 1926 | 1931 | 1936 | 1946 | 1954 |
| ---- | ---- | ---- | ---- | ---- | ---- | ---- | ---- | ---- |
| 642  | 651  | 573  | 505  | 529  | 455  | 443  | 394  | 388  |

| 1962 | 1968 | 1975 | 1982 | 1990 | 1999 | 2004 | 2006 | 2009 |
| ---- | ---- | ---- | ---- | ---- | ---- | ---- | ---- | ---- |
| 347  | 318  | 525  | 745  | 842  | 787  | 852  | 866  | 867  |

| 2014 | 2019  | 2022  | - | - | - | - | - | - |
| ---- | ----- | ----- | - | - | - | - | - | - |
| 979  | 1 044 | 1 060 | - | - | - | - | - | - |

Commentaire : La population de la commune a régulièrement augmenté pendant la première moitié du XIXe siècle, atteignant un premier pic démographique en 1846 avec 722 habitants (+ 247 habitants en 46 ans). Après une courte période de stagnation au milieu du XIXe siècle, la population décline de manière très importante en raison d'un fort exode rural pendant plus d'un siècle entre 1861 et 1968, perdant 382 habitants en 105 ans, soit près de 55 % de sa population de 1861. À partir de 1968, la proximité de Morlaix provoque un net phénomène de périurbanisation (de nombreux lotissements transforment la commune en village-dortoir) qui explique une forte augmentation de la population communale : + 549 habitants en 39 ans, la commune dépassant désormais largement son premier maximum démographique de 1846. Cet essor récent de ces dernières décennies a toutefois connu un fléchissement temporaire pendant l'intervalle intercensitaire 1990-1999, en raison des graves difficultés économiques de la ville-centre, Morlaix, pendant cette période.
Alors que Sainte-Sève connaissait par le passé un déficit naturel (12 décès pour 4 naissances en 1999 par exemple), depuis l'an 2000, la commune connaît chaque année un excédent naturel (entre 2000 et 2008, en 8 ans donc, la commune a enregistré 97 naissances pour seulement 46 décès, ce qui s'explique par le rajeunissement de la population consécutif à la création de plusieurs lotissements. La commune connaît également depuis une trentaine d'années une importante immigration nette, sauf pendant la période précitée entre 1990 et 1999 liée à la crise morlaisienne.
La densité de la population communale s'élève désormais à 100 habitants par km2.

#### Évolution du rang démographique
| selon la population municipale des années : | 1968 | 1975 | 1982 | 1990 | 1999 | 2006 | 2009 | 2013 |
| Rang de la commune dans le département      | 266  | 226  | 191  | 187  | 201  | 197  | 200  | 192  |
| Nombre de communes du département           | 286  | 283  | 283  | 283  | 283  | 283  | 283  | 283  |

En 2017, Sainte-Sève était la 181e commune du département en population avec ses 1 016 habitants (territoire en vigueur au 1er janvier 2019), derrière Brasparts (180e avec 1 024 habitants) et devant Guimiliau (182e avec 1 009 habitants).
En 2019, la commune compte 1044 habitants. En 2020, l'INSEE en recense 1052.

### Vie locale

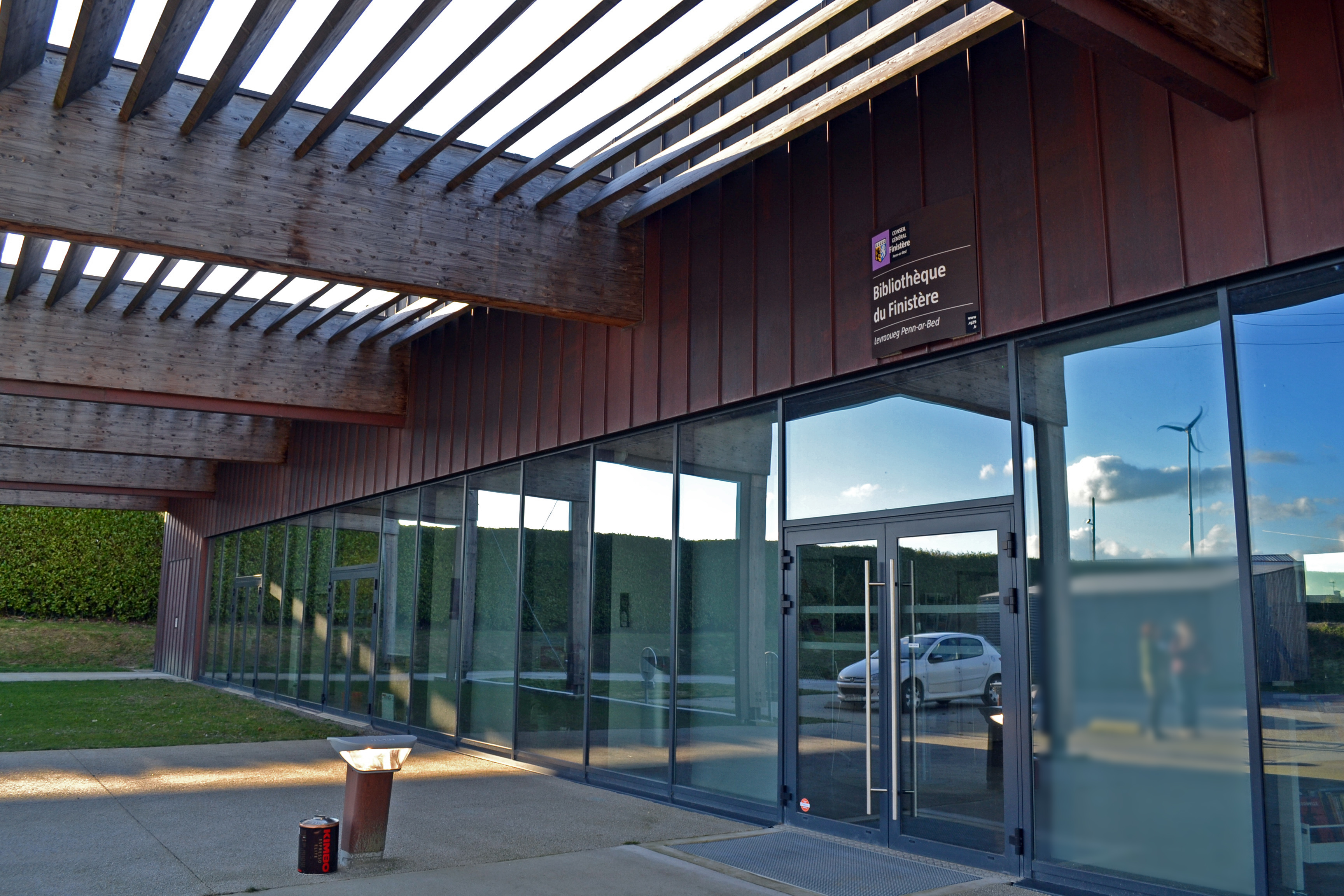
Bibliothèque du Finistère pour le pays de Morlaix.

Une salle des Sports a été inaugurée en 2001.
Sainte-Sève compte un club de football qui évolue sur le terrain de Kerprigent, aussi surnommé Théâtre des rêves.
L'équipe première évolue en D2 de district pour la saison 2018-2019, l'équipe B et l'équipe C évoluant en D4.
Le club présidé par Yvon Lainé, entrepreneur morlaisien, joue habituellement en bleu et blanc. Ainsi, les joueurs sont surnommés Les Blues.
Depuis 2011, la commune héberge Zic à San Seo, festival de musiques amateur, dont la quatrième édition s'est déroulée le 31 mai 2014 sur la prairie de Kerprigent. Ce festival est proposé et organisé par le Foyer des Jeunes et d'Éducation Populaire de Sainte-Sève, qui est la plus grosse association de la commune en nombre d'adhérents.

## Économie
La zone d'activités de Penprat, à proximité immédiate de l'échangeur de Sainte-Sève, prise en charge par Morlaix Communauté depuis 2003 s'étend sur une vingtaine d'hectares.
Un seul commerce d'épicerie-bar-tabac « Chez Charles » est proposé aux habitants de la commune.

## Culture locale et patrimoine

### Lieux et monuments
- L'église Sainte-Sève date de 1753. Elle est de plan rectangulaire avec deux chapelles latérales. Son clocher a été détruit par la foudre en décembre 1954 et reconstruit en 1955.
  - Le maître-autel date du XVIIIe siècle : deux panneaux d'un retable du XVIIe siècle représentent la Cène et le Lavement des pieds sont classés par les Monuments historiques.
  - L'église contient des statues de sainte Sève et de son frère saint Tugdual, toutes deux du XVIe siècle[60] ainsi qu'une statue de sainte Pompée dénommée aussi sainte Koupaia ou Coupaia[61] (la mère de sainte Sève) et une boîte aux saintes huiles datée de 1741[62].
  - Une Vierge à l'Enfant du premier quart du XVIe siècle en bois polychrome est classée Monument historique depuis 1958[63].
  - L'église possède aussi un ciboire du premier quart du XVIIe siècle[64] et un calice en argent doré du XVIIIe siècle également classés[65].
  - La croix de l'enclos paroissial date de 1870.

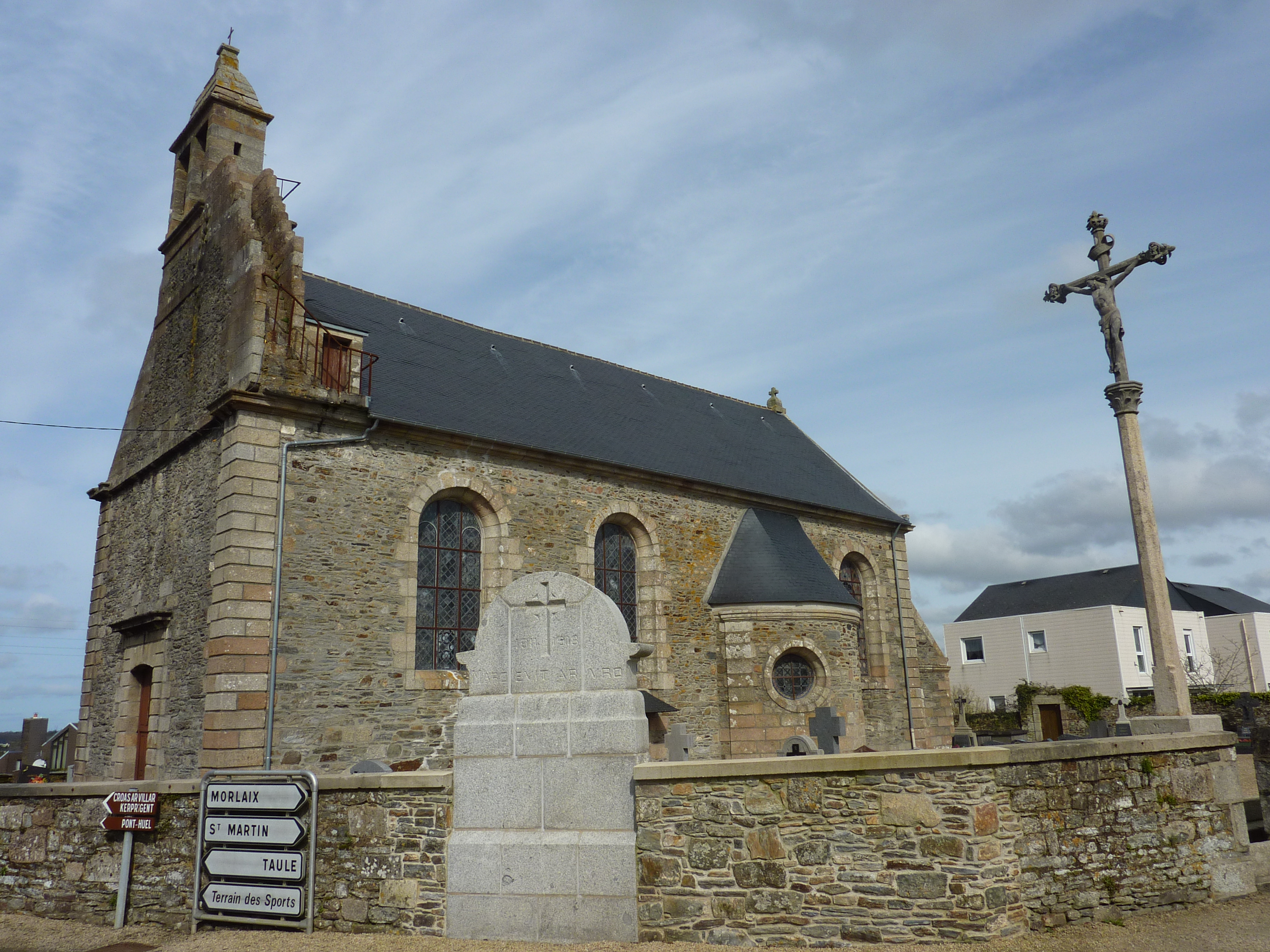
L'église paroissiale de Sainte-Sève.
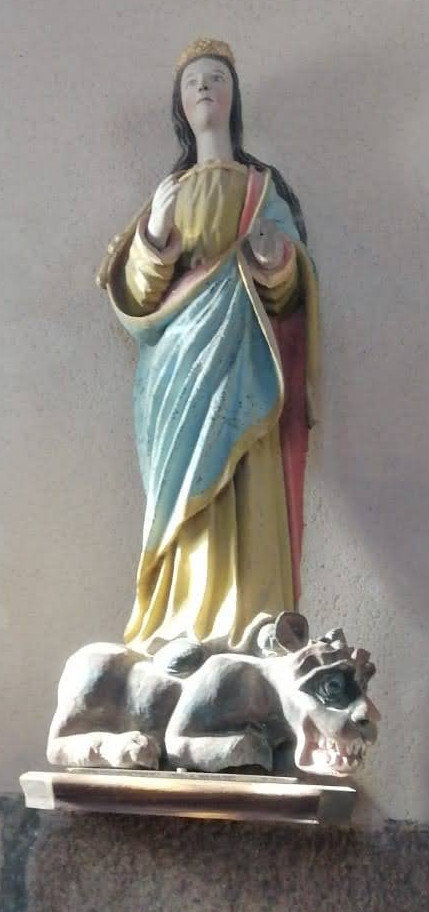
Église de Sainte-Sève : statue de sainte Sève.
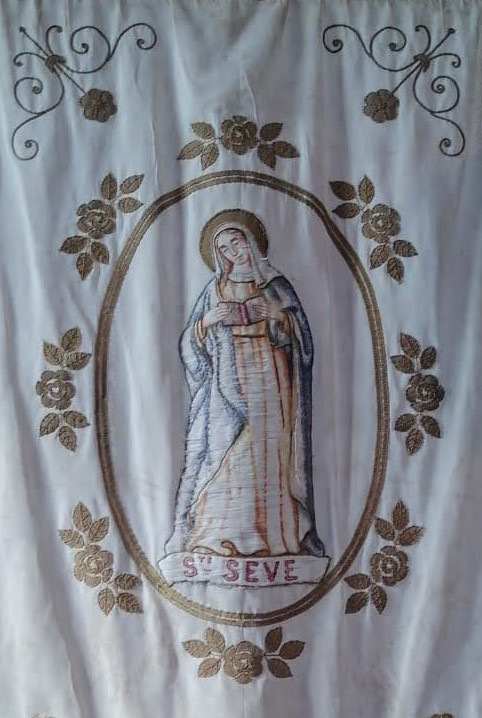
Détail de la bannière de procession de sainte Sève, église Sainte-Sève de Sainte-Sève.

- Plusieurs anciennes chapelles ont disparu : chapelle de la Fontaine blanche (1727), chapelle Sainte-Pompée (à Trébompé), chapelle Saint-Marc, chapelle de Pen-an-Vern, chapelle de Penvern.
- La croix de Roc'h-Glaz date du Moyen Âge.
- Le manoir de Kervéguen (XVIIIe siècle). Propriété privée, il est fermé au public.
- Le manoir du Plessis-Quinquis (XVIe – XVIIe siècles). Propriété privée, il est fermé au public[66].
- Le manoir de Penanvern (ou Penvern[67]) où serait peut-être né Napoléon Bonaparte est inscrit aux Monuments historiques par arrêté du 4 décembre 1968. Du manoir subsistent deux grands corps de bâtiments en équerre, flanqués à l'arrière de deux pavillons, dont l'un, en échauguette, repose sur un encorbellement historié. Un escalier de granit conduit, en treize marches, à un premier palier. Sept marches identiques prolongent l'escalier jusqu'au second palier limité par une balustrade en bois. La porte du manoir, voûtée en plein cintre, est surmontée d'un fronton triangulaire. Les autres ouvertures sont modernes[68]. Propriété privée, il est fermé au public.
- Les restes du manoir de Fontaine-Blanche (XVIIe siècle).
- Le manoir de Kerret (disparu).
- Le château d'eau, en forme de totem indien[69].

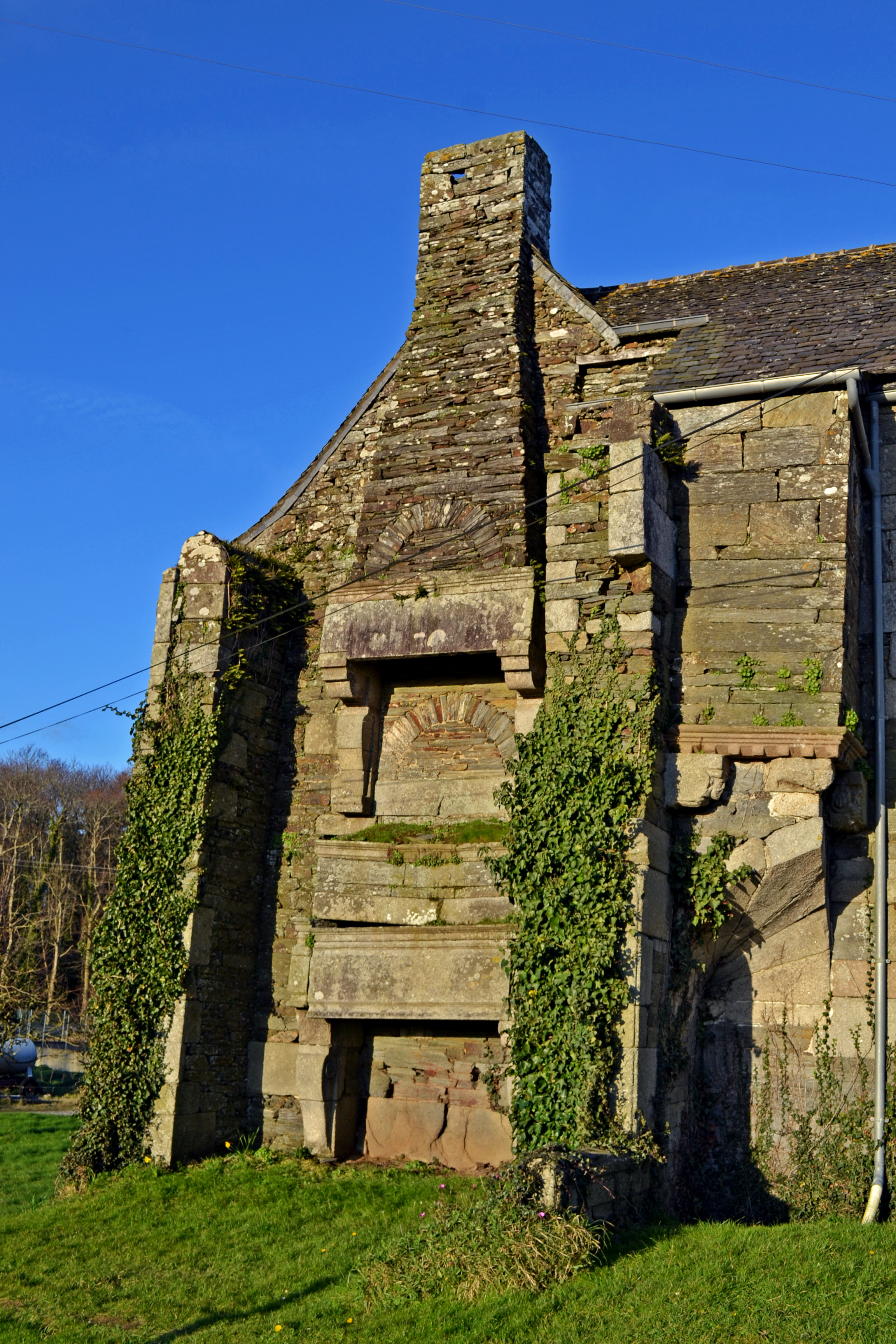
Manoir de Penanvern.
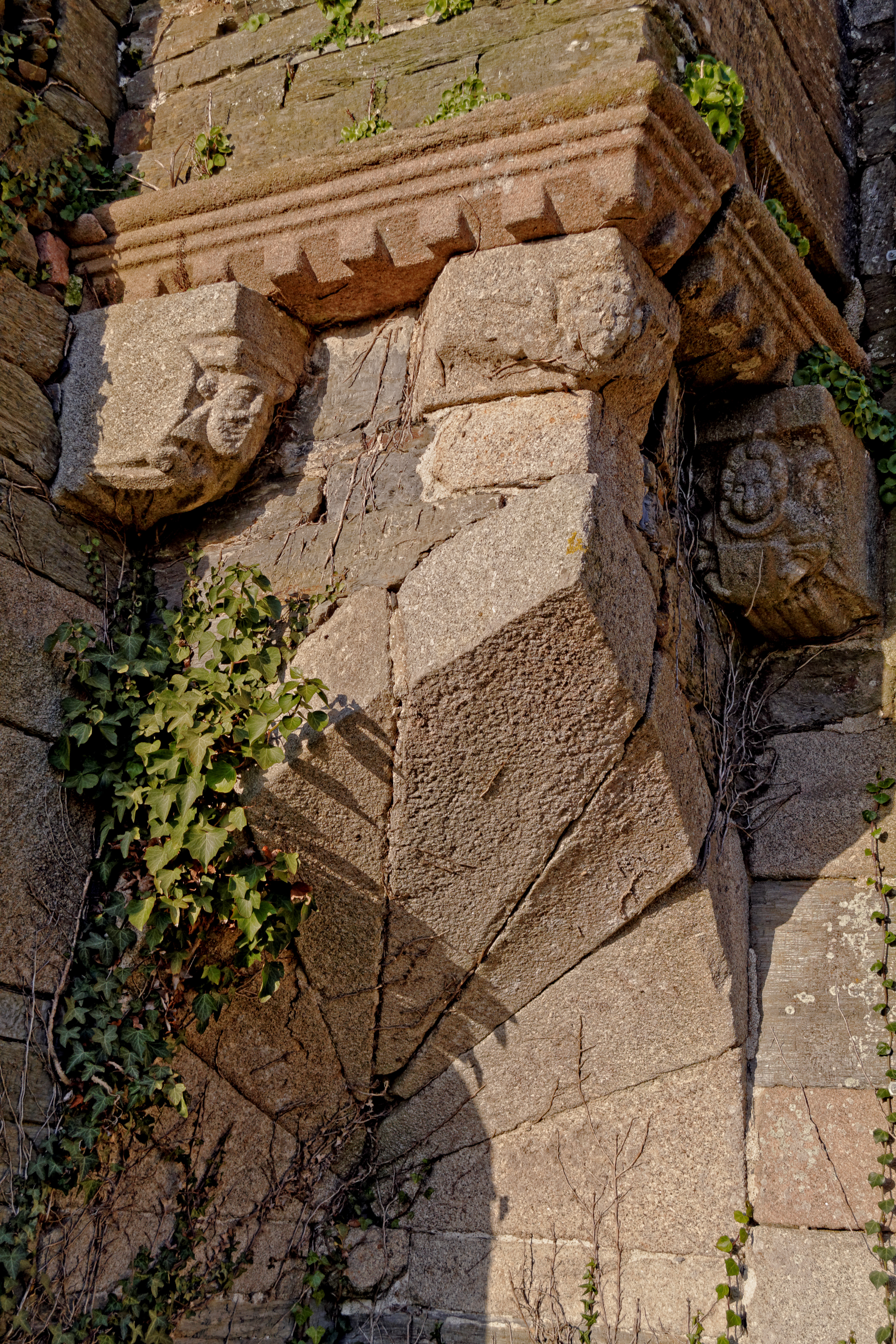
Manoir de Penanvern.
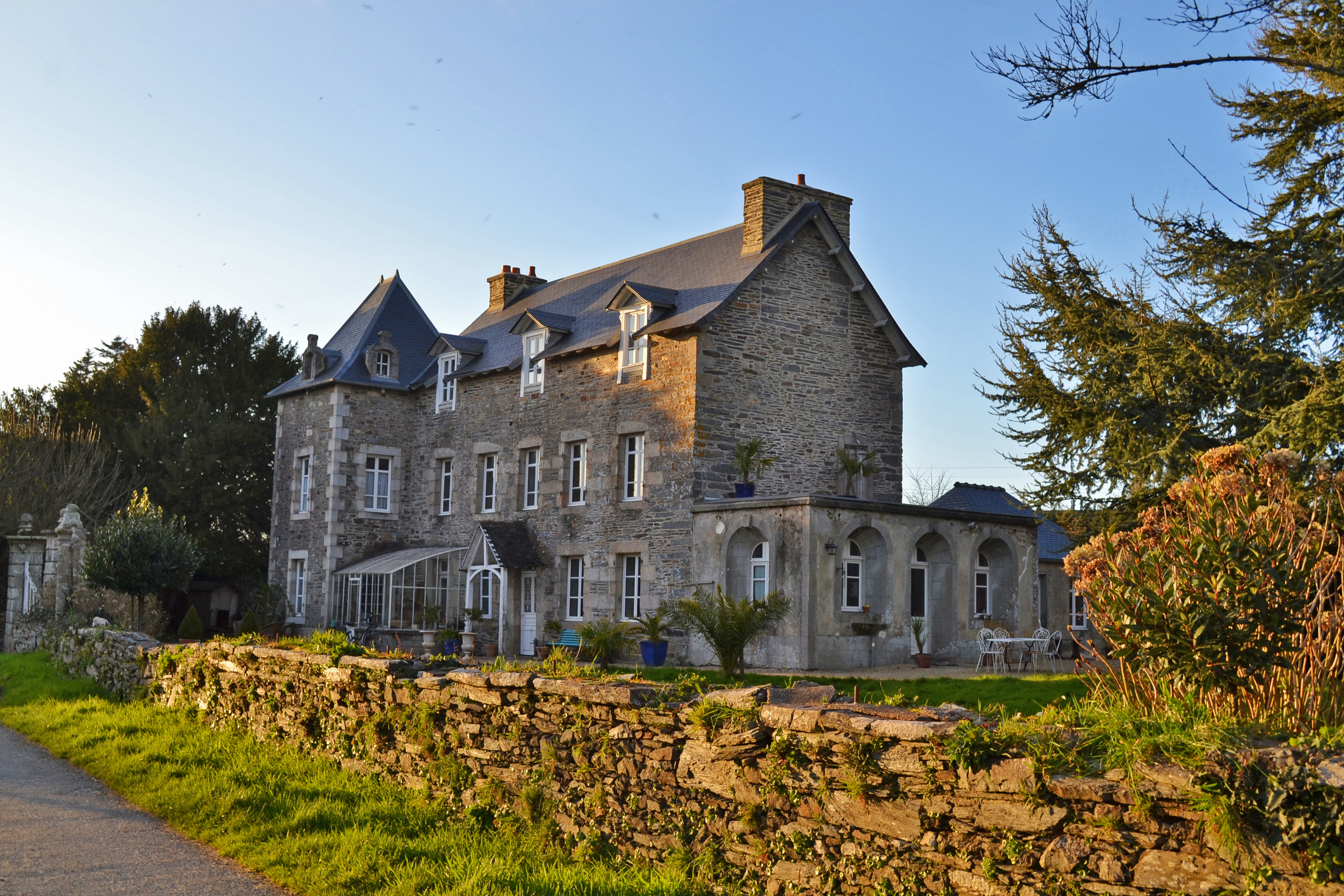
Manoir de Kervéguen.
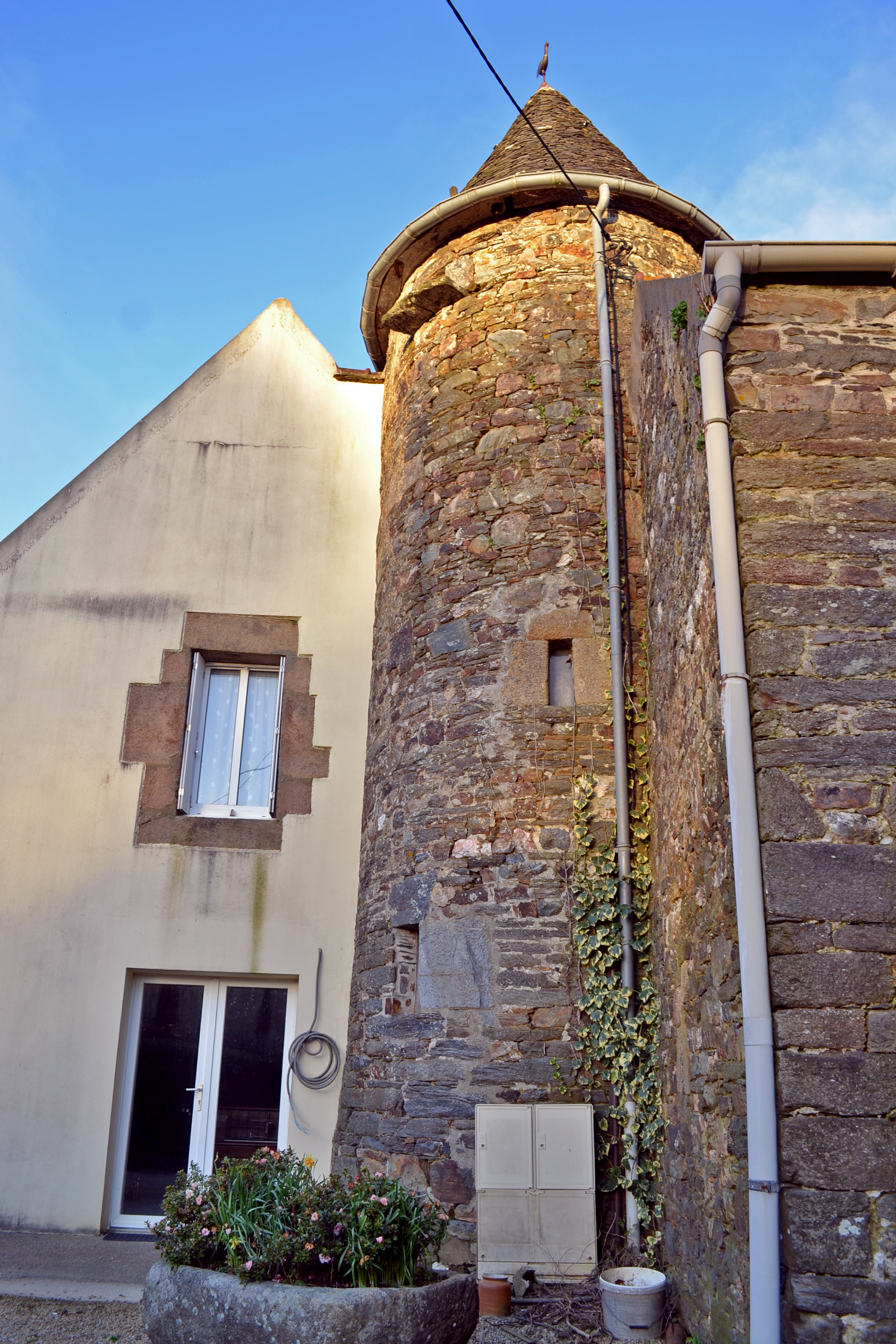
Manoir du Plessis-Quinquis.
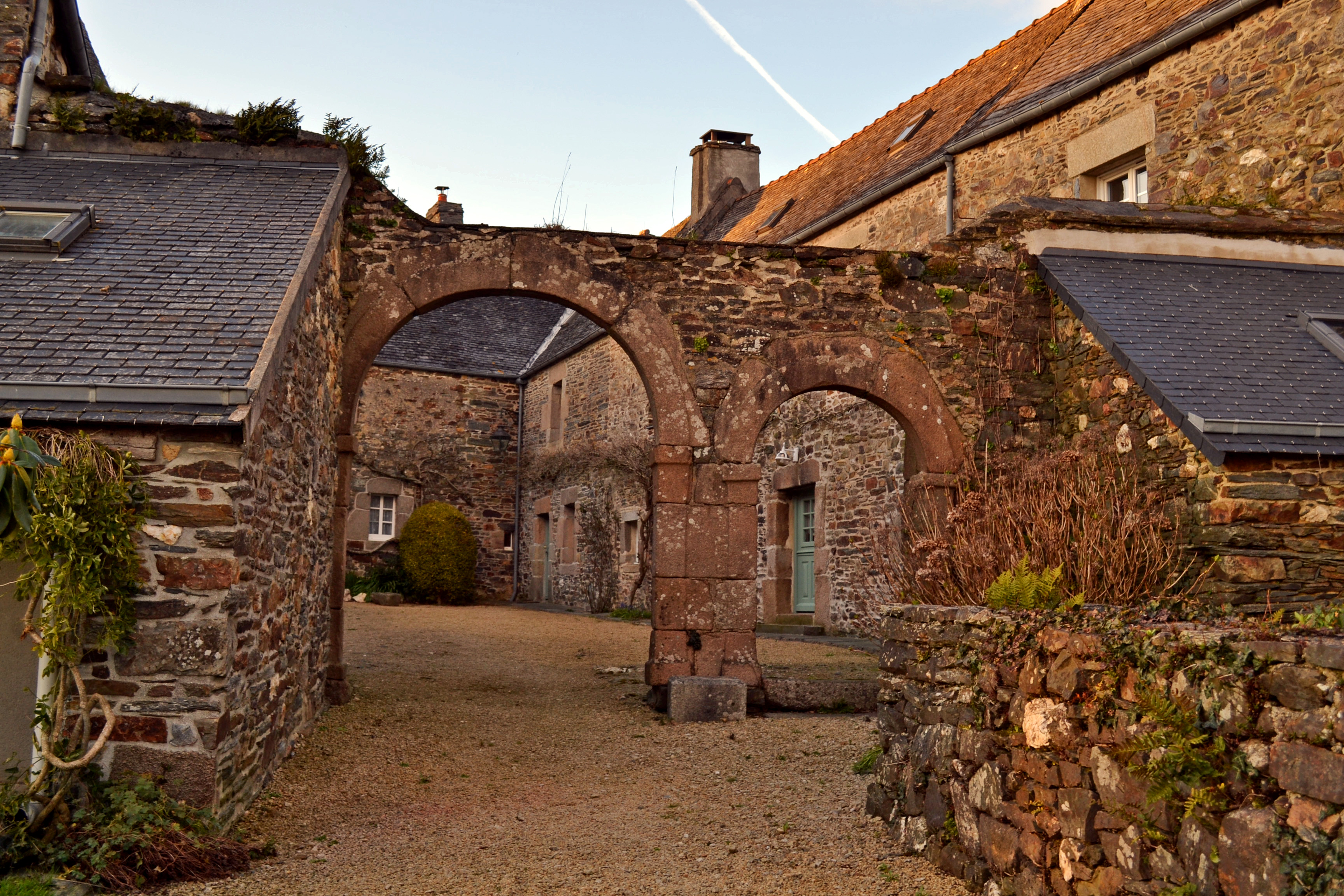
Manoir du Plessis-Quinquis.
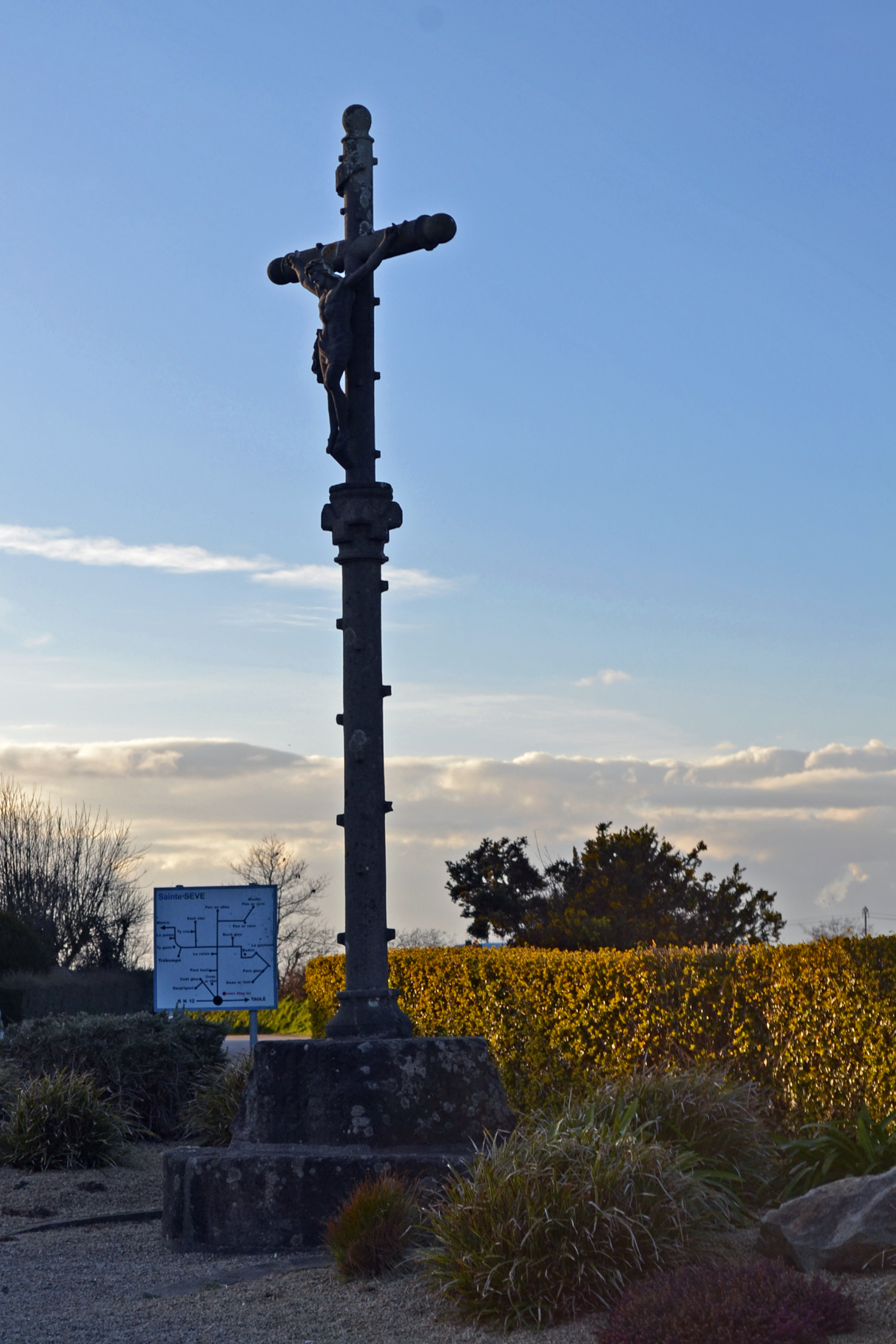
Croix de Croas-ar-Vilar.

### Patrimoine naturel
Quelques bois subsistent, particulièrement sur les versants pentus des deux vallées précitées.
La commune dispose d'un plan d'eau où se déroule un événement local, la « fête du plan d'eau ».
La commune est assez proche du parc naturel régional d'Armorique (une dizaine de kilomètres) ainsi que du littoral de la Manche (Carantec est la station balnéaire la plus proche).

## Livre
- Yvon Hervé, Itinéraire d'un hussard de la République (souvenirs du maire qui fut aussi instituteur à Sainte-Sève à partir de 1964).

## Héraldique
| Blason de Sainte-Sève | Blason  | Parti d'azur et d'argent au totem du château d'eau de Pen Frat, mouvant de la pointe et brochant de l'un en l'autre. |
| Blason de Sainte-Sève | Détails | Le statut officiel du blason reste à déterminer.                                                                     |